# La Scandola

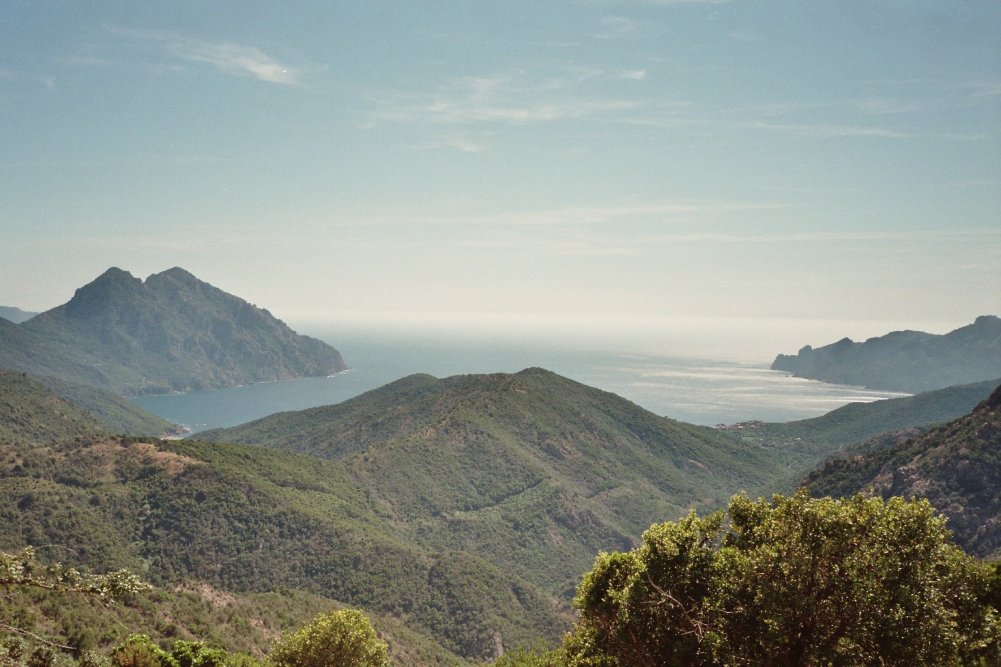
Der Golf von Girolata mit der Halbinsel La Scandola (rechts)

Seit 1975 ist die an der Westküste Korsikas in der Nähe von Porto gelegene Halbinsel La Scandola als Naturschutzgebiet unter der Aufsicht der Behörde des Parc naturel régional de Corse gestellt. Inzwischen gehört sie zum UNESCO-Welterbe.
La Scandola ist das älteste Naturschutzgebiet Korsikas und auch Frankreichs, und seine Lage ist einzigartig im Mittelmeerraum. Zu erreichen ist es nur zu Fuß oder in einem der zahlreichen Ausflugsboote, die von Porto oder Calvi aus fahren.

## Geologie

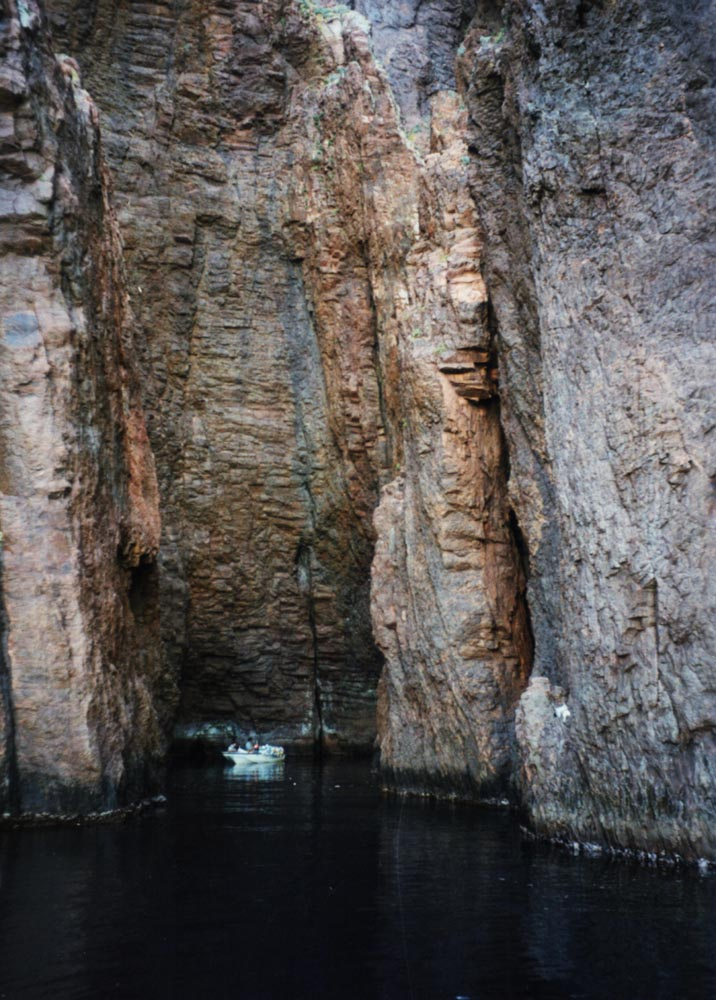
Felsbucht mit Touristenboot

Aus dem Meer ragen steile, rot gefärbte Felsen hervor. Im Süden wird die Halbinsel durch den Golf von Porto und im Norden durch die Bucht von Galéria begrenzt. Die Felsen sind vor etwa 250 Millionen Jahren entstanden.
Im Anschluss an die Gebirgsbildung ist das Gebiet zwischen Galeria und dem Monte Cinto als Folge von Vulkanausbrüchen entstanden, das vor allem aus Rhyolith und Schmelztuff (Ignimbrit), die von gelb über grün bis rot-schwarz-violett gefärbt sind.

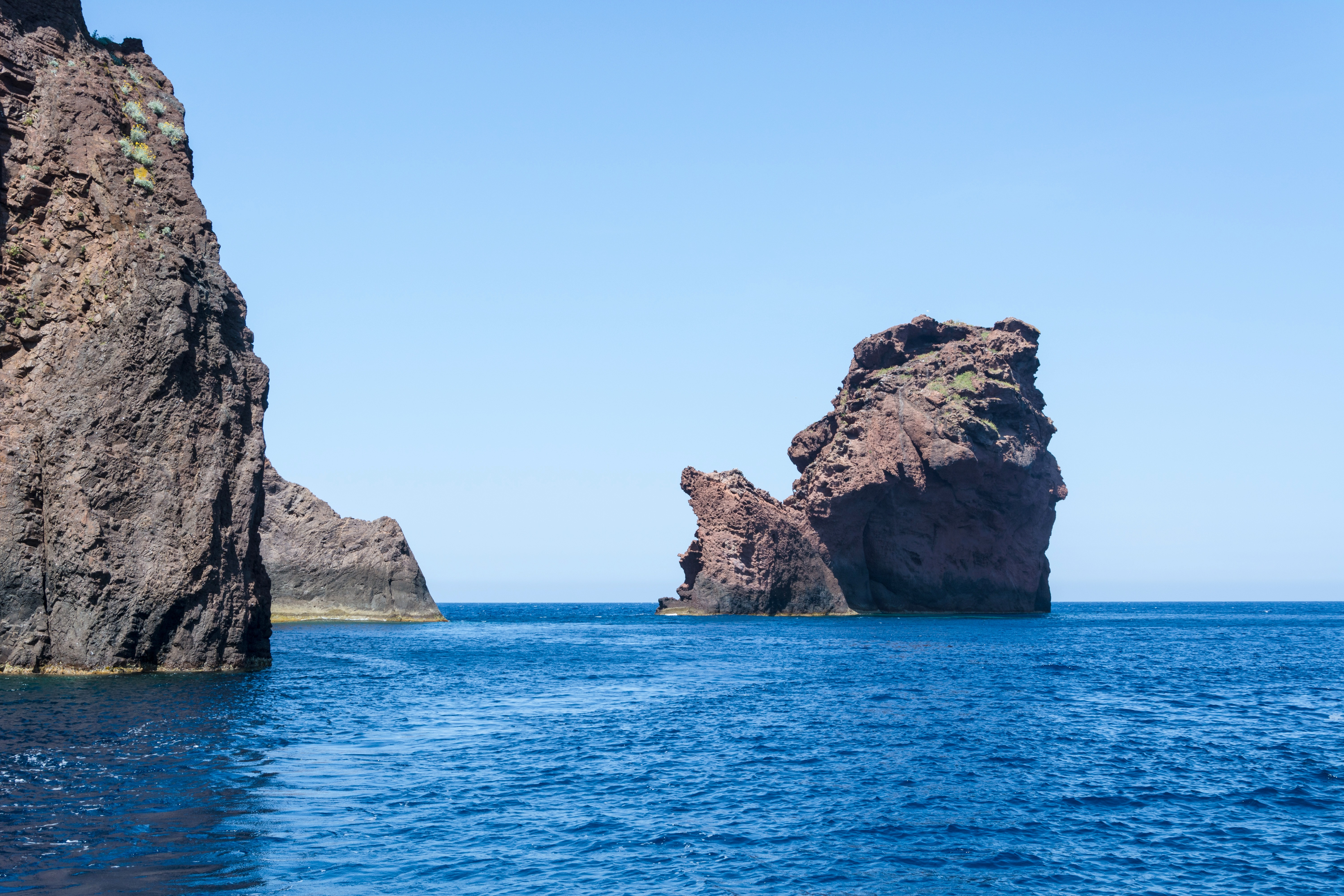
Felseninsel Îlot Palazzu
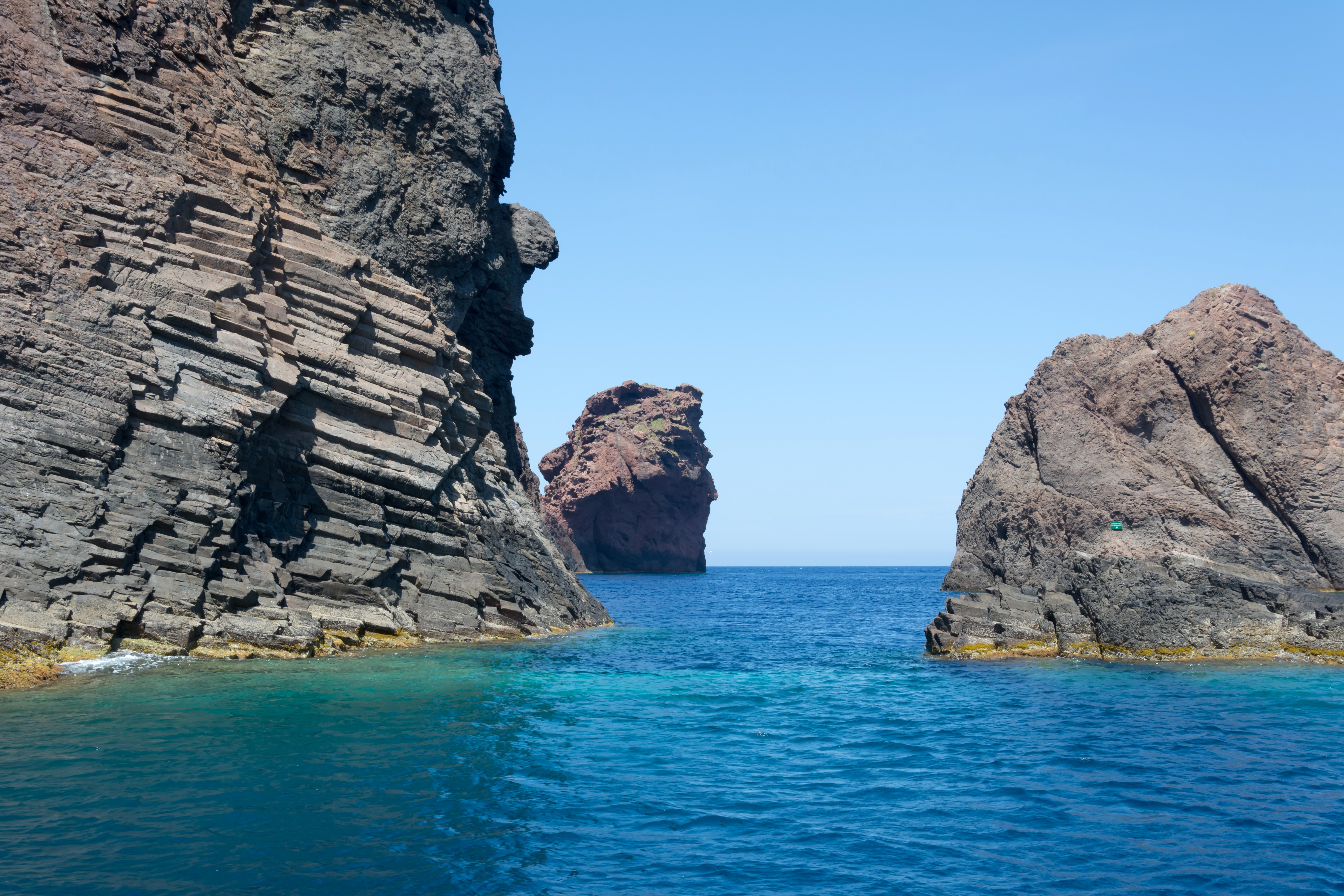
Rhyolith an der Punta Palazzu
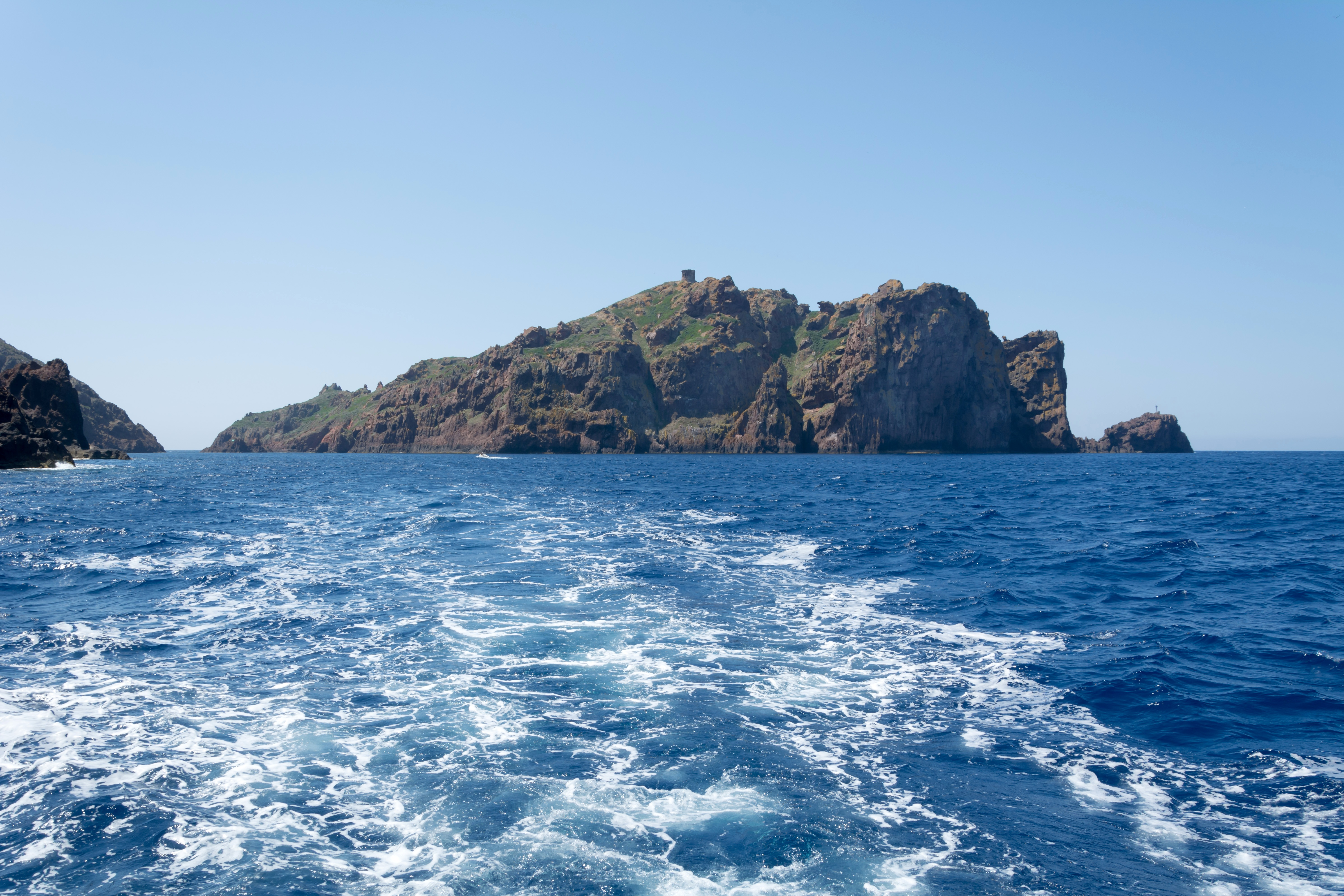
Die Insel Gargali mit einem  Wachturm der zum Verteidigungssystem der genuesischen Republik gehörte

## Wanderung
Die einzige Möglichkeit, das Gebiet von Land aus zu erreichen, ist eine 4,5-stündige Wanderung, die am Col de la Croix an der Küstenstraße zwischen Porto und Calvi beginnt. Der Weg führt dabei durch die macchiebewachsene Küstenlandschaft und man hat das Ziel mit den roten Felsen stets im Blick. Der Wanderweg endet in dem ansonsten nur mit Booten erreichbaren Ort Girolata.
Koordinaten: 42° 21′ 25″ N, 8° 34′ 0″ O